# Huszovszky Lajos
Huszovszky Lajos, Huszovszky Lajos Győző (Aranybánya, Sáros vármegye, 1894. október 6. – ?) magyar ügyvéd, országgyűlési képviselő.

## Élete
1894-ben született a Sáros vármegyei Aranybányán, Huszovszky Károly állami tanító és Killer Mária gyermekeként. Középiskolai tanulmányait a kecskeméti piarista gimnáziumban végezte, később az eperjesi jogakadémián, illetve a budapesti tudományegyetemen jogot hallgatott; a fővárosban avatták jogi és államtudományi doktorrá. Mint a Sáros megyei gazdasági egyesület titkára, már tanulmányai mellett is több éven át foglalkozott különböző gazdaproblémákkal.
Tanulmányai befejeztével előbb Kecskeméten helyezkedett el, ahol a gabona kormánybiztosság ottani kirendeltségét vezette, majd berendelték a közélelmezési minisztériumba, ahol miniszteri megbízottként dolgozott Térfi Béla miniszter mellett. 1925-ben letette az ügyvédi vizsgát, onnantól mint jogtanácsos a Futura Magyar Szövetkezeti Központok Áruforgalmi Részvénytársasága jogügyi osztályán dolgozott, 1930-ban pedig önálló ügyvédi praxist alapított. 1925. június 17-én Budapesten feleségül vette D. Elhougne Gabriella Margitot.
A politikai közéletbe a Nemzeti Egység Pártja (NEP) megalakulásakor kapcsolódott be, és eleinte főleg a párt fővárosi megszervezésének feladataiban vett részt Tabódy Tibor mellett; egy ideig a párt lipótvárosi szervezetének elnöke is volt. Az 1935. évi általános választásokon már el is indult a NEP jelöltjeként és mandátumot is szerzett, a pacsai választókerületben. A képviselőház munkájában főleg jogi, kulturális és szociális témájú vitákban szólalt fel, több törvényjavaslatnak és jelentésnek előadója is volt.
A Nemzeti Egység Pártjának jogtanácsosa is volt, és e tisztséget megtartotta azt követően is, miután a párt, kisebb átalakulás és névváltozás után, Magyar Élet Pártja néven folytatta működését. Ugyanilyen minőségben segítette az 1939 májusában, Darányi Kálmán korábbi miniszterelnök vezetésével megalakult Magyar-Német Társaságot is. Ebben az évben is elindult az országgyűlési választáson, az akkori új kerületi beosztásban húsz településsel megnövekedett, és zalaszentgrótira átnevezett választókerületben, ahol megerősítette mandátumát.